# ذياد (اسم)
ذياد هو اسم علم مذكر من أصل عربي، ومعناه هو الحماية ورد الاعتداء والدفاع.

## وصلات خارجية
- موسوعة السلطان قابوس لأسماء العرب نسخة محفوظة 5 أبريل 2019 على موقع واي باك مشين.